# Ptychadena stenocephala
Ptychadena stenocephala är en groddjursart som först beskrevs av George Albert Boulenger 1901.  Ptychadena stenocephala ingår i släktet Ptychadena och familjen Ptychadenidae. IUCN kategoriserar arten globalt som livskraftig. Inga underarter finns listade i Catalogue of Life.